# Kostel svatého Martina (Nový Svět)
Kostel svatého Martina byl římskokatolický kostel v Novém Světě, části obce Borová Lada v okrese Prachatice, farní kostel farnosti Nový Svět. Přečkal první poválečnou vlnu ničení církevních staveb, v roce 1963 byl prohlášen za kulturní památku ČR, ale jako nevyužívaný ve vysídlené obci postupně chátral, než byl pro svůj havarijní stav zbaven památkové ochrany a zbořen roku 1976 i s přilehlým hřbitovem, který sloužil i obyvatelům bývalých osad Borová Lada, Černá Lada, Hrabětická Lada, Paseky, Pravětínská Lada, Švajglova Lada, Svinná Lada, Šindlov, Zahrádky a Zelená Hora.

## Historie

### Farnost
V Novém Světě (Neugebäu) byla zřízena v roce 1788 lokálie u původní dřevěné kaple sv. Ducha z roku 1787. Od stejného roku začínají i matriky pokřtěných a oddaných, matriky pohřbených začínají od roku 1789. V roce 1855 byla lokalie přeměněná na farnost.  V letech 1940–1945 byla farnost spravována z Pasova.[zdroj?] Asi v padesátých letech byla farnost přenesena z Nového Světa do farnosti Nové Hutě.

### Kostel
Kostel byl postaven v letech 1796–1797 na místě dřevěné kaple v době reforem císaře Josefa II. z prostředků Náboženského fondu. Podle projektu Josefa Bindera, stavitele z Vimperku, provedl stavbu Johann Hainzer, zednický mistr z bavorského Röhrnbachu. V letech 1906–1907 byl kostel upravován.
Po roce 1948 přestal kostel ve vysídlené oblasti sloužit liturgickým účelům a postupně chátral. První snahy o jeho záchranu projevil odbor školství a kultury ONV Prachatice při jednáních s krajským střediskem státní památkové péče a ochrany přírody (KSSPPOP) v Českých Budějovicích v roce 1966. Obě strany stály o obnovu kostela i jeho případné druhotné využití jako depozitář Jihočeského muzea i proto, že šlo o státem chráněnou kulturní památku na území CHKO Šumava. Laxní přístup okresního stavebního podniku, který měl rekonstrukci kostela zajistit, i Jihočeského podniku pro údržbu památek v Táboře vedly až k tomu, že odbor školství a kultury ONV v Prachaticích podal stížnost k okresní prokuratuře. I ta projevila zájem na zachování památky, přesto se však nepodařilo kostel ani dostatečně zabezpečit, takže byl vandalsky ničen a jeho zařízení bylo rozkrádáno. Nepomohly ani další pokusy o záchranu kostela v letech 1971–1974, projednávané se Státním ústavem pro rekonstrukci památkových měst a objektů. Nakonec byl kostel převeden z církevní správy do správy MNV Borových Lad. Jeho zástupci podali k Ministerstvu kultury žádost o upuštění od památkové ochrany a současně požádali odbor výstavby a územního plánování ONV v Prachaticích o vydání demoličního výměru. Tehdy už byl kostel v havarijním stavu a náklady na jeho obnovu se zdály neúměrné, takže získali souhlasná vyjádření od obou institucí a v druhé polovině roku 1976 byl kostel i se hřbitovem zbořen.

## Architektura a zařízení

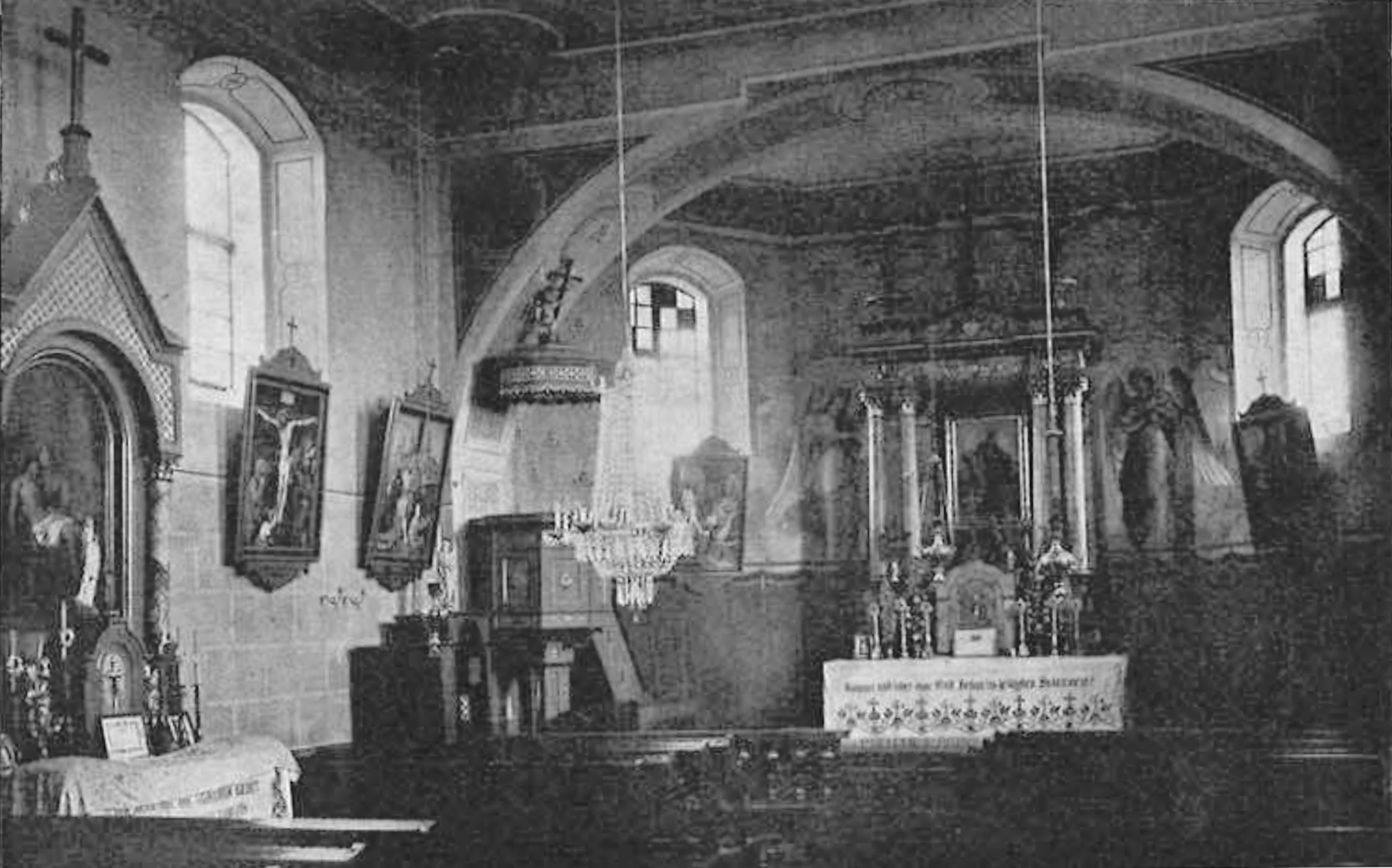
Interiér kostela, pohled k presbytáři.

Kostel byl jednolodní obdélná stavba s trojboce ukončeným presbytářem se sakristií v ose a nízkou dřevěnou věží v západním průčelí, kterému byla představená drobná předsíň. Sedlová střecha kostela i věž byly kryté šindelem, stěny kostela byly nezdobené, pouze západní průčelí bylo členěno dvojicí pilastrů. Plochostropý interiér měl rákosové stropy a byl osvětlen segmentově zaklenutými obdélnými okny. Loď o rozměrech 18,8 × 9,15 metrů byla od kněžiště oddělená půlkruhovým triumfálním obloukem, v její západní části byl kůr nesený dvěma zděnými a dvěma dřevěnými sloupy. Presbytář stejně široký jako loď byl 5,4 metrů hluboký. Zařízení kostela bylo prosté. Po jeho dokončení byl hlavní oltář tvořený nástěnnou malbou s motivem patrona kostela, svatého Martina, kterou vytvořil Ignác Gerzick, varhaník z Malého Zdíkova. Až v roce 1857 byl na jeho místo pořízen sloupový oltář s obrazem svatého Martina od F. Tomaska z Jindřichova Hradce. Boční oltáře v novorománském slohu ze 70. let 19. století nesly obrazy Bolestné Panny Marie z roku 1822 a svatého Jana Nepomuckého. Z 19. století byla i dřevěná kazatelna a prostá křtitelnice, varhany byly postaveny v roce 1810. Na vítězném oblouku byl nápis „Renovatum est anno domini MCMVI“ vztahující se k obnově kostela i jeho zařízení v letech 1906–1907.
V roce 1913 byly v kostele zmiňovány čtyři zvony:
- největší zvon o průměru 59 cm byl zdobený reliéfy Neposkvrněné Panny Marie a svatého Martina a nesl přípis zvonaře „JOSEPH PERNER IN BVDWEIS 1844“
- zvon o průměru 47 cm, také provedený zvonařskou rodinou Pernerů za faráře P. Josefa Fanty, měl novogotický ornament u koruny a na plášti reliéf apoštola Matěje s nápisy „SCT MATHIAS ORA PRO NOBIS“ a „TEMPORE QVO JOSEPHUS FANTA ERAT PAROCHUS IN NEUGEBÄU REFVSA SUM AB A. PERNER ET FILIO BUDVICII ANNO DOMINI MDCCC XCIII“
- zvon o průměru 39 cm byl ulit v roce 1830 Janem Vojtěchem Pernerem v Českých Budějovicích a nesl reliéf Bolestné Panny Marie a přípis zvonaře
- nejmenší zvon z roku 1889 byl nezdobený o průměru 23 cm

## Obnova hřbitova

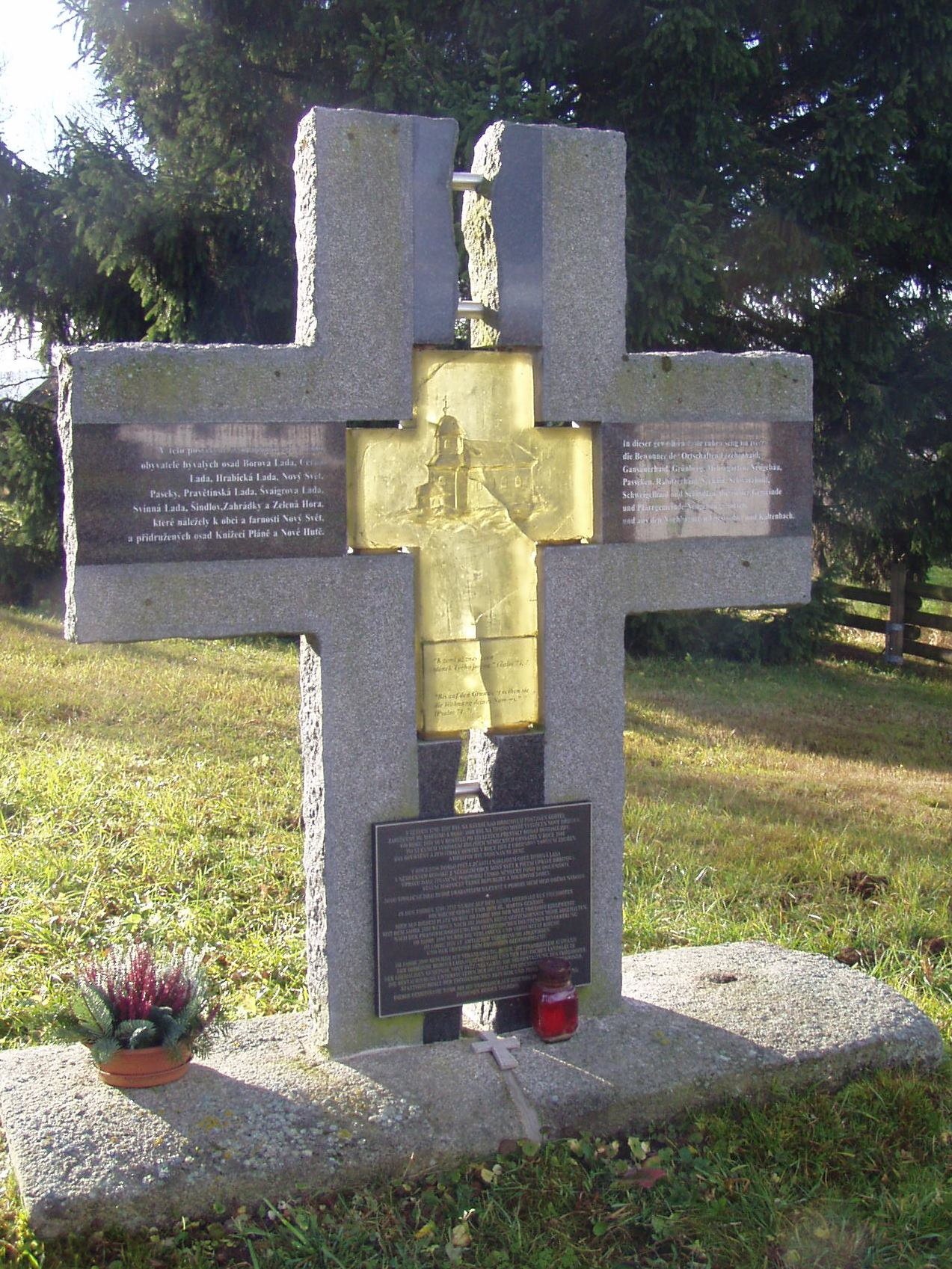
Památník na hřbitově

Po znovupostavení kaple sv. Anny s křížovou cestou v Borových Ladech v roce 2006 byla ve spolupráci s německými rodáky provedena pietní úprava prostoru hřbitova. Zbytek hřbitovních křížů a pomníčků, které byly v minulosti vyvráceny a vyhrnuty mimo plochu hřbitova, byl vyproštěn ze země a po očištění znovu rozmístěn v části hřbitova. Byla vyměněna ohradní zeď hřbitova a zřízen přístupový chodník. Uprostřed hřbitova byl vztyčen dřevěný kříž. U vchodu byl zřízen kamenný památník se seznamem osad, jejichž zemřelí jsou zde pochováni. Byl opraven i pomník padlých z 1. světové války. Znovuvysvěcení se uskutečnilo 25. října 2008.

## Úprava prostoru bývalého kostela

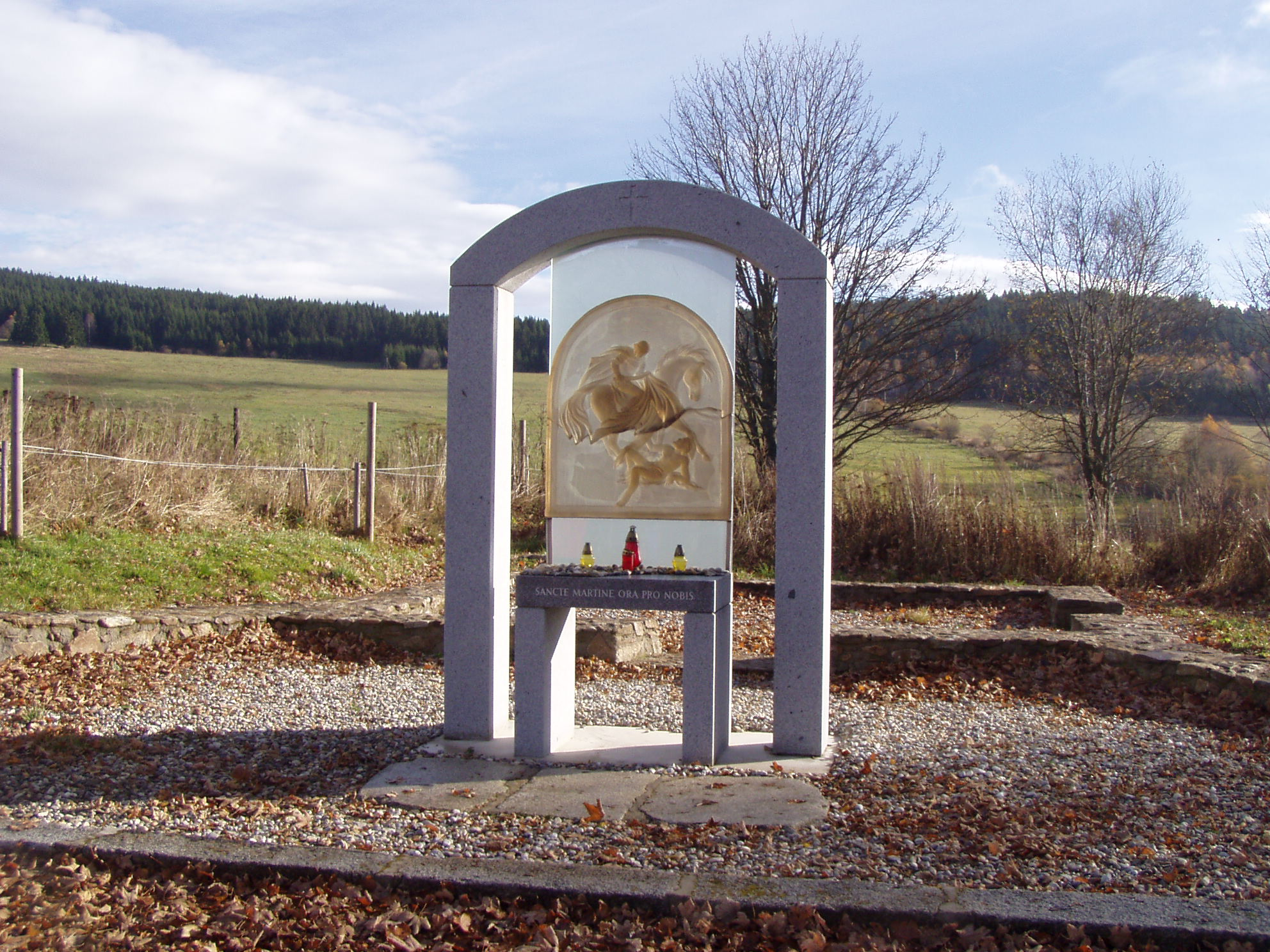
Plastika

V roce 2010 bylo v úpravách pokračováno pietní úpravou prostoru bývalého kostela spočívající v pokusu o nalezení zbytků základů obvodového zdiva a původní kamenné dlažby pod zplanýrovaným povrchem. V prostoru presbytáře byl umístěn kamenný oblouk se skleněnou plastikou zobrazující sv. Martina a kamenný stůl symbolizující hlavní oltář. V prostoru lodi byly symbolicky umístěny dvě kamenné lavice. Slavnostní posvěcení místa bývalého kostela proběhlo 14. srpna 2010. Zahraničním partnerem projektu byla bavorská obec Philippsreut.